# 9月11日 (旧暦)
旧暦9月11日は旧暦9月の11日目である。六曜は先勝である。

## できごと
- 天平宝字8年（ユリウス暦764年10月10日） - 藤原仲麻呂の乱。孝謙上皇の寵臣・道鏡を除こうとする藤原仲麻呂による謀叛が発覚
- 弘仁元年（ユリウス暦810年10月12日） - 薬子の変。藤原薬子・仲成らが平城天皇の復位を企てて失敗
- 元徳3年/元弘元年（ユリウス暦1331年10月13日） - 元弘の乱で窮地に陥った後醍醐天皇の召しに応じて楠木正成が挙兵

## 誕生日
- 寛弘5年（ユリウス暦1008年10月12日） - 後一条天皇、68代天皇（+ 1036年）
- 大治2年（ユリウス暦1127年10月18日） - 後白河天皇、77代天皇（+ 1192年）
- 建治2年（ユリウス暦1276年10月19日） - 久明親王、鎌倉幕府8代将軍（+ 1328年）
- 天文13年（ユリウス暦1544年9月27日） - 竹中重治、武将（+ 1579年）
- 宝永6年（グレゴリオ暦1709年10月13日） - 朽木玄綱、福知山藩主（+ 1770年）

## 忌日
- 天禄3年（ユリウス暦972年10月20日） - 空也、踊念仏開祖（* 903年）
- 天正13年（グレゴリオ暦1585年11月2日） - 立花道雪[1]、武将（* 1513年）
- 慶長8年（グレゴリオ暦1603年10月15日） - 武田信吉、徳川家康の五男（* 1583年）
- 享保3年（グレゴリオ暦1718年10月4日） - 徳川綱條、第3代水戸藩主（* 1656年）
- 天保4年（グレゴリオ暦1833年10月23日） - 本居大平、国学者（* 1756年）
- 天保14年閏9月（グレゴリオ暦1843年11月2日） - 平田篤胤、国学者（* 1776年）